# Cao Shunli
Cao Shunli (1961 - 14 de marzo de 2014) fue una abogada, defensora y activista de los derechos humanos en la República Popular China.
Tras ser detenida en 2013, fue declarada presa de conciencia por Amnistía Internacional. Su muerte, seis meses después de su detención, provocó cierta agitación internacional debido a la negación por parte de las autoridades chinas a suministrarle los medicamentos necesarios para curar sus enfermedades.

## Biografía

### Primeros años de vida
Cao Shunli pertenecía a una familia trabajadora, ella y sus cuatro hermanos, dos hermanos y dos hermanas, estudiaron la educación primaria en la aldea de Zhaoyuan, Shangdong, donde se situaba su hogar ancestral. En 1971 como consecuencia de la revolución cultural, y debido a la condición de terratenientes de su familia paterna, fueron obligados a abandonar el pueblo rural de Shangdong
.
Solo seis años después, tras la muerte de Mao Zedong, la familia Cao pudo volver a su hogar en Pekín.

### Educación y formación
En 1979 Cao Shunli fue aceptada en la Universidad de Pekín de Ciencias Sociales y Derecho (actual Universidad China de Ciencias Políticas y Derecho) y tras cuatro años obtuvo el título de licenciada en derecho. Debido a su buen curriculum fue admitida como estudiante graduada en el departamento de derecho de la Universidad de Pekín. Tras tres años fue destinada a trabajar en un centro de investigación del ministerio de trabajo y recursos humanos.

### Activismo en derechos humanos
En 2002, a raíz de las reformas urbanísticas promovidas por China, Cao Shunli denunció la corrupción pública en el ministerio. La respuesta de los supervisores a las denuncias continuadas de Cao fue el despido.

#### Etapa inicial, peticiones sobre derechos humanos
Desde entonces se dedicó plenamente a utilizar sus conocimientos de derecho para defender a peticionarios, que pedían entre otras cosas que sus derechos humanos básicos fueran respetados. Como la mayoría de los abogados pro-derechos humanos en China, tuvo que sufrir un constante control por parte de las autoridades, detenciones arbitrarias, multas y en algunos momentos desapariciones.
Entre 2006 y 2008 decidió cambiar de estrategia: en vez de defender casos particulares, reuniría el máximo número de casos y se dirigiría al Ministerio de Asuntos Exteriores para tratar de cambiar la política China. Reunió cientos de casos sobre denuncias de derechos humanos entre 2006 y 2008 para poder utilizarlos en el Examen Periódico Universal (EPU) de Naciones Unidas sobre derechos humanos. Sin embargo, hubo caso omiso a sus acciones, y el 20 de febrero organizó la marcha en Pekín por los derechos en la que pedía al gobierno chino la participación ciudadana en los EPU.

#### Campos de re-educación
El 23 de marzo de 2009 un profesor asociado de la Universidad de Pekín, Sun Dongdong, redactó un artículo justificando el encarcelamiento de peticionarios en centros hospitalarios para enfermos mentales. Tras estos hechos, los estudiantes estuvieron reunidos en la Universidad de Pekín durante días para protestar por los comentarios del profesor Sun. El 10 de abril de 2009 Cao Shunli fue detenida en la Universidad de Pekín, su antigua universidad, por "crear disturbios" y el 12 de abril fue condenada a 12 meses de internamiento en campos de trabajo para su re-educación.
En entrevistas realizadas a RFI, criticó el trato de los campos de trabajo, denunciando malos tratos. Diez días después de su liberación, en abril de 2010, volvió a ser condenada a 15 meses de campo de trabajo, según declaraciones de su abogado Teng Biao, para evitar su viaje a Shanghái, cuyos tickets de tren ya había comprado.

#### Etapa final, demanda sobre el EPU
Tras su segunda liberación, Cao Shunli retomó su trabajo por la denuncia de vulneraciones de los derechos humanos recogiendo más casos y traduciendo miles de páginas de leyes internacionales para que pudieran ser entendidas por la población civil. 
El 1 de marzo de 2013 entregó un report a la sesión 17 para la EPU de Naciones Unidas y tras las evasivas del ministro de exteriores, Cao junto con algunos colaboradores, decidieron hacer una sentada en el ministerio el 18 de junio de 2013. Permanecieron sentados un total de 90 días durante día y noche para que sus casos pudieran ser incluidos en el EPU. Sin embargo, se hizo caso omiso a sus acciones, y el 20 de febrero organizó una nueva marcha en Pekín por los derechos en la que pedía al gobierno chino la participación ciudadana en los EPU.

### Detención y muerte
Cao Shunli fue detenida el 14 de septiembre de 2013 tras aparecer en el mostrador de facturación del Aeropuerto Internacional de Pekín, cuando se disponía a coger un vuelo a Ginebra para acudir a unos cursos sobre derechos humanos. Fue acusada por primera vez en octubre de ese mismo año, primero por "reunión ilegal" y posteriormente por "buscar peleas y provocar problemas".
Durante su detención se le fueron negados los medicamentos que necesitaba y su estado fue degenerando rápidamente. El 24 de febrero de 2014 varios activistas y abogados escribieron una carta a las autoridades chinas mostrando su preocupación por el estado de Cao. Finalmente Cao Shunli murió el día 14 de marzo de 2014, su cuerpo mostraba síntomas claros de caquexia y malos tratos. Su muerte fue seguida de una ocultación de la noticia por parte de las autoridades chinas.